# Kreis Saint-Cierges
| Kreis Saint-Cierges           | Kreis Saint-Cierges |
| Basisdaten                    | Basisdaten          |
| ----------------------------- | ------------------- |
| Staat:                        | Schweiz             |
| Kanton:                       | Waadt (VD)          |
| Bezirk:                       | Moudon              |
| Hauptort:                     | Saint-Cierges       |
| Fläche:                       | 39,76 km²           |
| Einwohner:                    | 3'036 (31.12.2023)  |
| Bevölkerungsdichte:           | 76 Einw. pro km²    |
| Aufgehoben am:                | 31. Dezember 2006   |
| Karte                         |                     |
| Karte von Kreis Saint-Cierges |                     |

Der Kreis Saint-Cierges (französisch Cercle de Saint-Cierges) war bis zum 31. August 2006 eine Verwaltungseinheit des Bezirks Moudon im Kanton Waadt in der Schweiz. Sitz des Kreisamtes war Saint-Cierges.
Der Kreis umfasste elf Gemeinden und war 39,76 km² gross. Die Gemeinden des ehemaligen Kreises zählten Ende 2023 3'036 Einwohner.
| Wappen                | Name der Gemeinde     | Einwohner (31. Dezember 2023) | Fläche in km² | Einw. pro km² |
| --------------------- | --------------------- | ----------------------------- | ------------- | ------------- |
| Boulens               | Boulens               | 378                           | 3,42          | 111           |
| Chapelle-sur-Moudon   | Chapelle-sur-Moudon   | 405                           | 4,63          | 87            |
| Correvon              | Correvon              | 108                           | 2,24          | 48            |
| Martherenges          | Martherenges          | 78                            | 0,83          | 94            |
| Montaubion-Chardonney | Montaubion-Chardonney | 69                            | 2,09          | 33            |
| Ogens                 | Ogens                 | 332                           | 3,40          | 98            |
| Peyres-Possens        | Peyres-Possens        | 140                           | 1,91          | 73            |
| Saint-Cierges         | Saint-Cierges         | 458                           | 6,44          | 71            |
| Sottens               | Sottens               | 256                           | 4,53          | 57            |
| Thierrens             | Thierrens             | 619                           | 8,72          | 71            |
| Villars-Mendraz       | Villars-Mendraz       | 193                           | 1,55          | 125           |
| Total (11)            | Total (11)            | 3'036                         | 39,76         | 76            |